# Nationalstraße 320 (China)
Die Nationalstraße 320 (chinesisch 320国道, Pinyin 320 Guódào, englisch China National Highway 320), chin. Abk. G320, ist eine 3.695 km lange chinesische Fernstraße, die in Ost-West-Richtung auf dem Gebiet der regierungsmittelbaren Stadt Shanghai sowie in den Provinzen Zhejiang, Jiangxi, Hunan, Guizhou und Yunnan verläuft. Sie beginnt in der Wirtschaftsmetropole Shanghai und führt von dort über Hangzhou, Jiande, Yushan, Guixi und Yingtan zur Provinzhauptstadt Nanchang. Danach führt sie weiter über Shanggao, Zhuzhou, Shaodong und Xinhuang in die Provinzhauptstadt Guiyang. Anschließend verläuft sie über Pingba, Fuyuan und Songming in die Metropole Kunming. Von dort geht es weiter über Anning, Nanhua, Dali, Baoshan und Luxi nach Ruili an der Grenze zu Myanmar (Birma).